# Infobest
Die INFOBEST (Abkürzung für Informations- und Beratungsstelle) ist eine grenzüberschreitende Beratungsstelle für die Grenzgänger an der Grenze zwischen Deutschland und Frankreich, aber auch von der Schweiz.

## Ziel und Konzept
Das Ziel dieser Beratungsstellen ist, das Zusammenleben innerhalb der Trinationalen Metropolregion Oberrhein zu erleichtern sowie Lösungen zu finden. Das gilt sowohl für die Politik und Wirtschaft als auch für die Unternehmen und Verwaltungen.

## Standorte
Innerhalb der Trinationalen Metropolregion Oberrhein stehen insgesamt vier Beratungsstellen zur Verfügung.
An der Westseite der Palmrainbrücke, an der Grenze zwischen Deutschland und Frankreich, befindet sich die INFOBEST PALMRAIN. Diese wurde im Jahr 1993 gegründet und dient gleichzeitig auch den Grenzgängern aus der oder in die Schweiz als Beratungsstelle. Sie befindet sich im ehemaligen Zollgebäude auf dem französischen Territorium.
Weitere Beratungsstellen sind Vogelgrun/Breisach (eröffnet 1996), Kehl/Straßburg (eröffnet 1993) und PAMINA (Nordelsass, Mittelbaden und Pfalz; eröffnet 1991)

## Angebot
Die Beratungsangebote sind für alle Bürger kostenfrei und zweisprachig: Deutsch und Französisch. Zu den Aufgaben von INFOBEST gehören u. a. die Organisation und die Durchführung der Informationsveranstaltungen und der Sprechstunden.